# Gastria/Kalecik
Gastria oder Kalecik ist ein Ort auf der Mittelmeerinsel Zypern, im Distrikt İskele der Türkischen Republik Nordzypern. 

## Burg
In der Nähe des modernen Ortes liegen die Ruinen einer gleichnamigen Templerburg. Die Burg liegt auf einem Felsvorsprung am nördlichen Rand der Bucht von Famagusta; von ihr sind heute nur noch spärliche Reste erhalten.
1210 etablierten sich die Templer in Gastria. Im Jahre 1279 zerstörte König Hugo III. sämtliche Bauten der Templer wegen deren Unterstützung für Karl von Anjou. 1312 oder 1313 übernahmen die Johanniter die Burg, nachdem der Templerorden aufgelöst worden war. Unter den Ruinen der Johanniterburg fand man Mauerreste, die man der älteren Templerbefestigung zuschreibt.